# Roland Coche
Pour les articles homonymes, voir Coche.
Roland Coche, né le 4 novembre 1926 à Champigny-sur-Marne et mort le 3 octobre 2017 à Clichy, est un homme politique français.

## Mandats électifs
- Député de la dix-septième circonscription de Paris (1995-1997)
- Conseiller de Paris (1989-1995)